# Collecorvino
Collecorvino é uma comuna italiana da região dos Abruzos, província de Pescara, com cerca de 5.388 habitantes. Estende-se por uma área de 32 km², tendo uma densidade populacional de 168 hab/km². Faz fronteira com Cappelle sul Tavo, Città Sant'Angelo, Elice, Loreto Aprutino, Moscufo, Picciano.

## Demografia
| Variação demográfica do município entre 1861 e 2011                               |
|                                                                                   |
| Fonte: Istituto Nazionale di Statistica (ISTAT) - Elaboração gráfica da Wikipedia |